# Sandra Lister
Pour les articles homonymes, voir Lister (homonymie).
Sandra Denise Lister, née le 16 août 1961 à Halifax, est une joueuse britannique de hockey sur gazon.

## Carrière
Sandra Lister a été de 1983 à 2007 joueuse du Ipswich Hockey Club, tout en étant professeur d'éducation physique.
Championne d'Europe en 1991, elle fait partie de l'équipe de Grande-Bretagne de hockey sur gazon féminin médaillée de bronze des Jeux olympiques de 1992 à Barcelone.